# Southwind Airlines
Southwind Airlines è una compagnia aerea turca fondata nell'aprile 2022. I voli verso la Russia sono iniziati nell'agosto dello stesso anno, mentre la Germania è stata aggiunta alla rete un mese dopo.

## Storia
Southwind Airlines è stata annunciata ufficialmente nell'aprile 2022, con sede ad Adalia, in Turchia. Affiliata al tour operator russo Pegas Touristik, la compagnia mira a prevenire la perdita di turisti russi che si recano in Turchia in seguito all'invasione russa dell'Ucraina. La compagnia ha ricevuto l'autorizzazione preventiva dalla Direzione generale dell'aviazione civile nel giugno dello stesso anno. Il primo volo commerciale è stato effettuato verso Perm' il 12 agosto.
I voli charter per la Germania sono iniziati nel settembre 2022. Nel febbraio 2023, la compagnia ha annunciato l'intenzione di trasportare turisti ad Adalia da 16 città russe durante la stagione estiva. Southwind Airlines mira ad avere in flotta 14 aeromobili entro la fine del 2023.

## Flotta

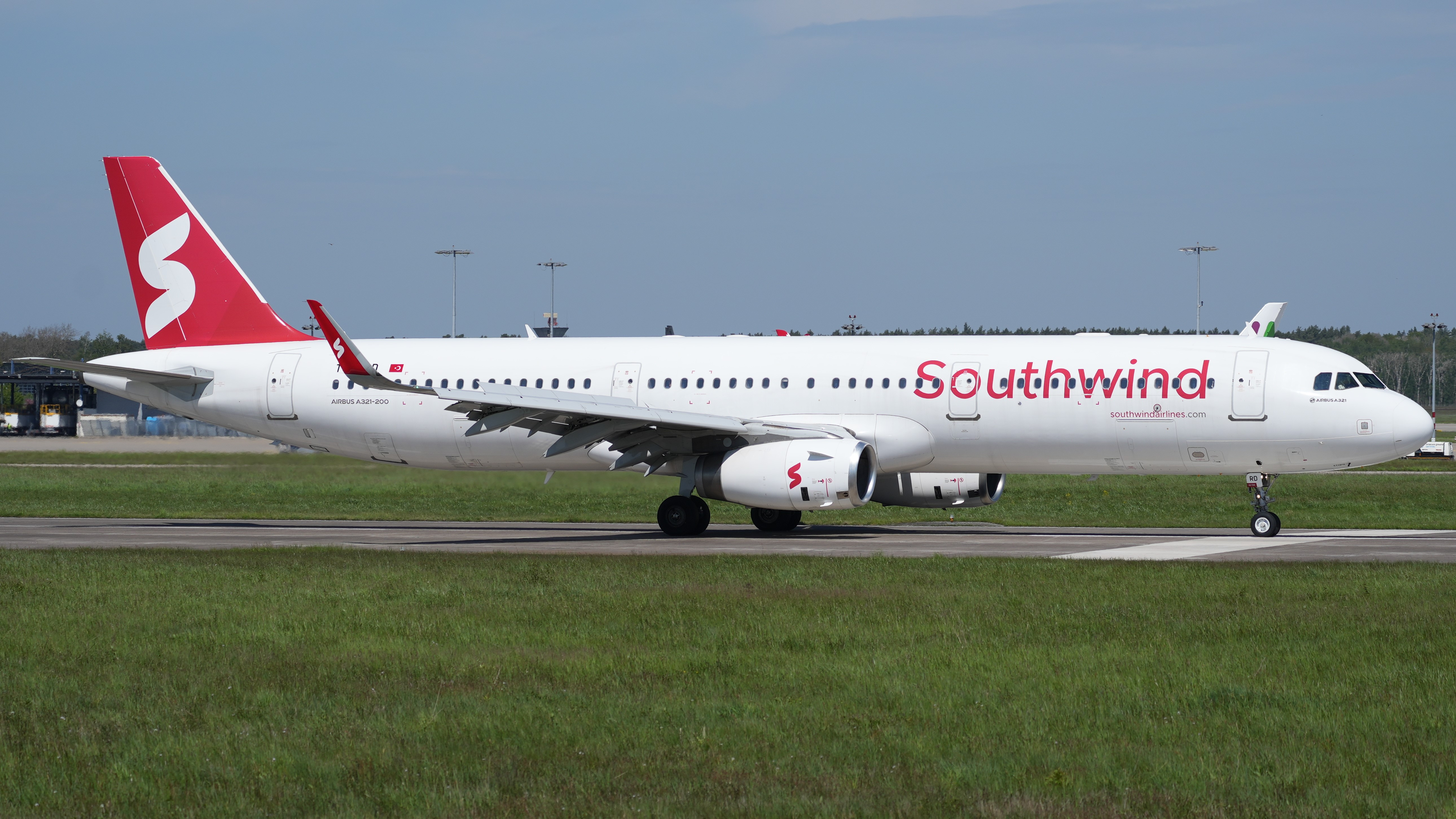
Un Airbus A321-200.

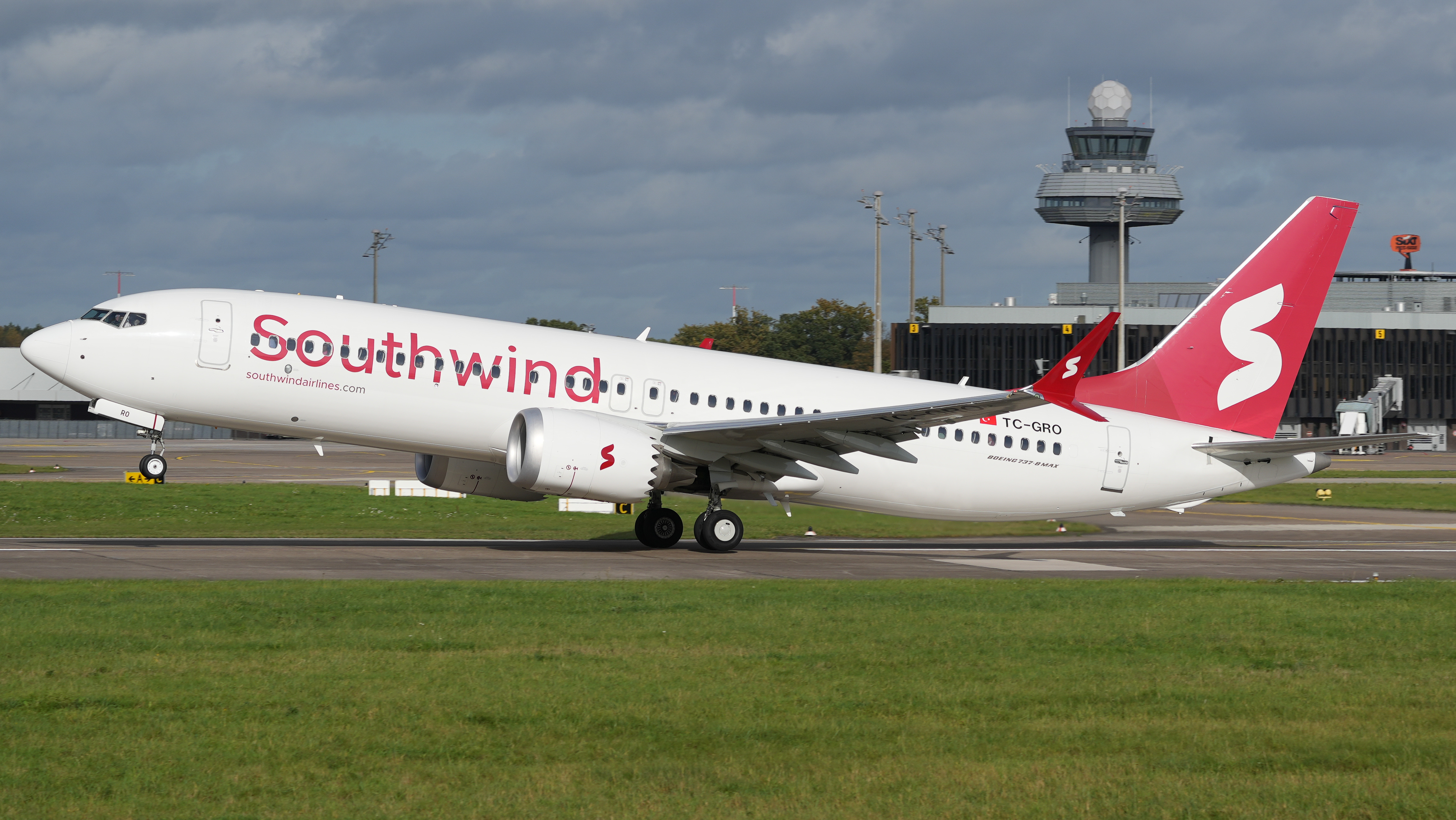
Un Boeing 737 MAX 8.

Ad ottobre 2024 la flotta di Southwind Airlines è così composta: